# Sebastian Ring
Karl Sebastian Ring (ur. 18 kwietnia 1995 w Örebro) – szwedzki piłkarz grający na pozycji lewego obrońcy w greckim klubie PAS Lamia 1964.

## Kariera klubowa

### Młodość, Örebro SK i wypożyczenie
Wychowanek Adolfsbergs IK. W 2012 zadebiutował w pierwszej drużynie czwartoligowego Adolfsbergs IK. 12 grudnia 2012 przeniósł się do Örebro SK, z którym podpisał młodzieżowy, dwuletni kontrakt. Najpierw występował w młodzieżowym zespole, a następnie został wypożyczony do BK Forward. W tym zespole zadebiutował 18 sierpnia 2013 w meczu przeciwko IK Sirius, przegranym 3:1, grając cały mecz. Pierwszego gola strzelił 19 października w meczu przeciwko Eskilstuna City, wygranym 6:1. Ring strzelił gola w 78. minucie. Do BK Forward był wypożyczony również w sezonie 2014, a łącznie w zespole z Örebro zagrał 33 spotkania i strzelił 3 gole.

### Örebro SK
Po powrocie z obu wypożyczeń zadebiutował w Örebro SK. W styczniu 2015 przedłużył kontrakt z klubem. W ÖSK pierwszy występ zaliczył 3 kwietnia 2015 w meczu przeciwko Djurgårdens IF, przegranym 0:2, grając 86 minut. 4 dni później zaliczył swoją pierwszą asystę w meczu przeciwko Helsingborgs IF, wygranym 1:3, kiedy to asystował przy golu w 85. minucie. Pierwszego gola strzelił 23 lipca w meczu przeciwko Falkenbergs FF, wygranym 1:3. Do siatki trafił w 28. minucie. Łącznie w klubie z północy Szwecji zagrał w 82 meczach, strzelił 2 gole i miał 8 asyst.

### Grimsby Town – pierwszy klub poza Szwecją
28 grudnia 2018 trafił do Grimsby Town, z którym podpisał półtoraroczny kontrakt. W Anglii zadebiutował 12 dni później, w meczu przeciwko Macclesfield Town, przegranym 0:2, grając cały mecz. 22 grudnia 2019 rozwiązał kontrakt z angielskim klubem. Łącznie na Wyspach zagrał w 17 ligowych spotkaniach.

### Powrót do Szwecji
8 stycznia 2020 wrócił do ojczyzny, tym razem jako zawodnik Kalmaru FF.  W tym klubie zadebiutował 14 sierpnia 2020 w meczu przeciwko IFK Norrköping, przegranym 2:1, grając 68 minut. Pierwszego gola strzelił 4 dni później, w meczu przeciwko Helsingborg IF, wygranym 4:0, kiedy to do siatki trafił w 14. minucie. Pierwszą asystę zaliczył 13 sierpnia w meczu przeciwko IFK Göteborg, zremisowanym 1:1 i asystował przy golu w 14. minucie. Łącznie w tej ekipie zagrał w 64 meczach, strzelił 7 goli i zanotował 5 asyst. 

### Drugi wyjazd – Wisła Kraków
18 grudnia 2021 Wisła Kraków poinformowała o transferze Szweda, lecz transfer wszedł w życie z dniem 1 stycznia 2022.

## Statystyki
| Klub               | Sezon              | Liga               | Liga    | Liga   | Puchar kraju | Puchar kraju | Kontynentalne | Kontynentalne | Inne    | Inne   | Suma    | Suma   |
| Klub               | Sezon              | Poziom             | Występy | Bramki | Występy      | Bramki       | Występy       | Bramki        | Występy | Bramki | Występy | Bramki |
| ------------------ | ------------------ | ------------------ | ------- | ------ | ------------ | ------------ | ------------- | ------------- | ------- | ------ | ------- | ------ |
| Adolfsbergs IK     | 2012               | Division 4         | 19      | 0      | 0            | 0            | —             | —             | —       | —      | 19      | 0      |
| BK Forward (wyp.)  | 2013               | Division 1         | 9       | 1      | 0            | 0            | —             | —             | —       | —      | 9       | 1      |
| BK Forward (wyp.)  | 2014               | Division 1         | 24      | 2      | 0            | 0            | —             | —             | —       | —      | 24      | 2      |
| BK Forward (wyp.)  | Łącznie            | Łącznie            | 33      | 3      | 0            | 0            | 0             | 0             | 0       | 0      | 33      | 3      |
| Örebro SK          | 2015               | Allsvenskan        | 0       | 0      | 1            | 0            | —             | —             | —       | —      | 1       | 0      |
| Örebro SK          | 2016               | Allsvenskan        | 21      | 1      | 4            | 0            | —             | —             | —       | —      | 25      | 1      |
| Örebro SK          | 2017               | Allsvenskan        | 22      | 1      | 4            | 0            | —             | —             | —       | —      | 26      | 1      |
| Örebro SK          | 2018               | Allsvenskan        | 25      | 0      | 5            | 0            | —             | —             | —       | —      | 30      | 0      |
| Örebro SK          | Łącznie            | Łącznie            | 68      | 2      | 14           | 0            | 0             | 0             | 0       | 0      | 82      | 2      |
| Grimsby Town       | 2018–19            | League Two         | 15      | 0      | 0            | 0            | —             | —             | —       | —      | 15      | 0      |
| Grimsby Town       | 2019–20            | League Two         | 2       | 0      | 0            | 0            | —             | —             | 4       | 0      | 6       | 0      |
| Grimsby Town       | Łącznie            | Łącznie            | 17      | 0      | 0            | 0            | 0             | 0             | 4       | 0      | 21      | 0      |
| Kalmar FF          | 2020               | Allsvenskan        | 30      | 3      | 3            | 0            | —             | —             | —       | —      | 33      | 3      |
| Kalmar FF          | 2021               | Allsvenskan        | 28      | 3      | 3            | 1            | —             | —             | —       | —      | 31      | 4      |
| Kalmar FF          | Łącznie            | Łącznie            | 58      | 6      | 6            | 1            | 0             | 0             | 0       | 0      | 64      | 7      |
| Wisła Kraków       | 2021/2022          | Ekstraklasa        | 1       | 0      | 0            | 0            | —             | —             | —       | —      | 1       | 0      |
| Łącznie w karierze | Łącznie w karierze | Łącznie w karierze | 196     | 11     | 20           | 1            | 0             | 0             | 4       | 0      | 220     | 12     |

## Życie prywatne
Ma brata Jonathana, również piłkarza.